# SUPER LOVE (こいこい7の曲)
「SUPER LOVE」（スーパー・ラブ）は、こいこい7のシングル。2005年3月30日にミュージックワゴンから発売された。

## 解説
- 表題曲の「SUPER LOVE」は、テレビアニメ「こいこい7」のオープニングテーマとして使用された。
- 同アニメでメインキャラクターの声を演じている、後藤沙緒里、川瀬晶子、伊藤亜矢子、儀武ゆう子、こやまきみこ、稲村優奈の6人がこいこい7として歌っている。
- ジャケットには、飛鳥ヤヨイ、風祭サクヤ、月読ミヤビ、鈴鹿アキヲ、猪飼ヒフミ、蝶野オトメが描かれている。

## 収録曲
1. SUPER LOVE
作詞：吉岡みりん、作曲：林田健司、編曲：竹中文一
  - テレビアニメ『こいこい7』オープニングテーマ
2. SUPER LOVE（Instruments）
3. SUPER LOVE（Megalomaniamix）
作詞：吉岡みりん、作曲：林田健司、編曲：高橋誠